# پاسکواله دی ویتا
پاسکواله دی ویتا (انگلیسی: Pasquale De Vita؛ زادهٔ ۳ مارس ۱۹۹۴) بازیکن فوتبال اهل ایتالیا است.
از باشگاه‌هایی که در آن بازی کرده‌است می‌توان به باشگاه فوتبال هلاس ورونا، باشگاه فوتبال ویرتوس لانچانو، باشگاه فوتبال مونتسا، و باشگاه فوتبال آتالانتا اشاره کرد.
وی همچنین در تیم ملی فوتبال زیر ۱۷ سال ایتالیا بازی کرده‌است.